# Frank H. T. Rhodes
Frank Harold Trevor Rhodes (né le 29 octobre 1926, mort le 3 février 2020) est un géologue américain né en Angleterre et le neuvième président de l'université Cornell de 1977 à 1995.

## Publications
- (en) Rhodes F.H.T. & Newall G., 1963. « Occurrence of Kockelella variabilis Walliser in the Aymestry Limestone of Shropshire ». Nature, vol. 199, p. 166-167 (13 juillet 1963), DOI 10.1038/199166a0.
- (en) Rhodes F.H.T., Austin RL & Druce EC, 1969. « British Avonian (Carboniferous) conodont faunas, and their value in local and intercontinental correlation ». British Museum (Natural History).
- (en) Austin R.L. & Rhodes F.H.T. in Clark, 1981. Treatise on Invertebrate Paleontology, Part W.